# Arbanitis monteithi
Espèce
Synonymes
- Misgolas monteithi Raven & Wishart, 2006

Arbanitis monteithi est une espèce d'araignées mygalomorphes de la famille des Idiopidae.

## Distribution
Cette espèce est endémique du Queensland en Australie. Elle se rencontre dans le parc national de Lamington.

## Description
La carapace du mâle holotype mesure 8,20 mm de long sur 7,50 mm et l'abdomen 7,90 mm de long sur 4,2 mm.

## Étymologie
Cette espèce est nommée en l'honneur de Geoff B. Monteith.

## Publication originale
- Raven & Wishart, 2006 : The trapdoor spider Arbanitis L. Koch (Idiopidae: Mygalomorphae) in Australia. Memoirs of the Queensland Museum, vol. 51, no 2, p. 531-557 (texte intégral).